# Panidorf
Panidorf ist eine Ortschaft im Nordwesten der Gemeinde Klaffer am Hochficht im Bezirk Rohrbach im Oberen Mühlviertel.

## Geographie
Die Rotte Panidorf befindet sich nordwestlich des Gemeindehauptorts Klaffer am Hochficht. Die Ortschaft umfasst einschließlich des Einzelhofs Schlöglhäusel 64 Adressen (Stand: 1. April 2020). Sie gehört zu den Einzugsgebieten des Maurerbachs und des Peternbachs.
Panidorf ist Teil der 22.302 Hektar großen Important Bird Area Böhmerwald und Mühltal. Unmittelbar neben der Siedlung erstreckt sich das 9.350 Hektar große Europaschutzgebiet Böhmerwald-Mühltäler. Südöstlich von Panidorf liegt das rund 21 Hektar große Naturschutzgebiet Stadlau.

## Geschichte
Die planmäßige Arbeiterwohnsiedlung wurde 1827 vom Hofgerichtsschreiber in Aigen-Schlägl Joseph Pany gegründet. 1882 und 1932 erlitt der Ort Brände.

## Verbauung
Von der geplanten Anlage an zwei sich kreuzenden Straßen wurde nur die Hälfte nördlich und westlich der Kreuzung realisiert. Dies bestand aus jeweils einer Reihe von schlichten eingeschoßigen Doppelhäusern bzw. eingeschoßigen zweiachsigen Bauten mit Satteldächern in Reihenhausbauweise, gegenüber standen die Wirtschaftsbauten. 2003 (Dehio) waren die Häuser großteils aufgestockt und stark erneuert und um einige Neubauten ergänzt, eingeschoßig erhalten waren die Nr. 7, 8, 11, 12 und 13.

## Kultur und Sehenswürdigkeiten
- Barocke Tabernakelsäule aus 1730.
- Heinzlkreuz (Eisenkreuz auf Granitsockel) bei Nr. 32.[6]

Der 11 km lange Rundwanderweg Kapellenweg Klaffer führt durch Panidorf.